# Erodium ciconium
Las agujas, cigüeñas o alfileres  (Erodium ciconium)  son una especie herbácea y perenne perteneciente a la familia de las geraniáceas.

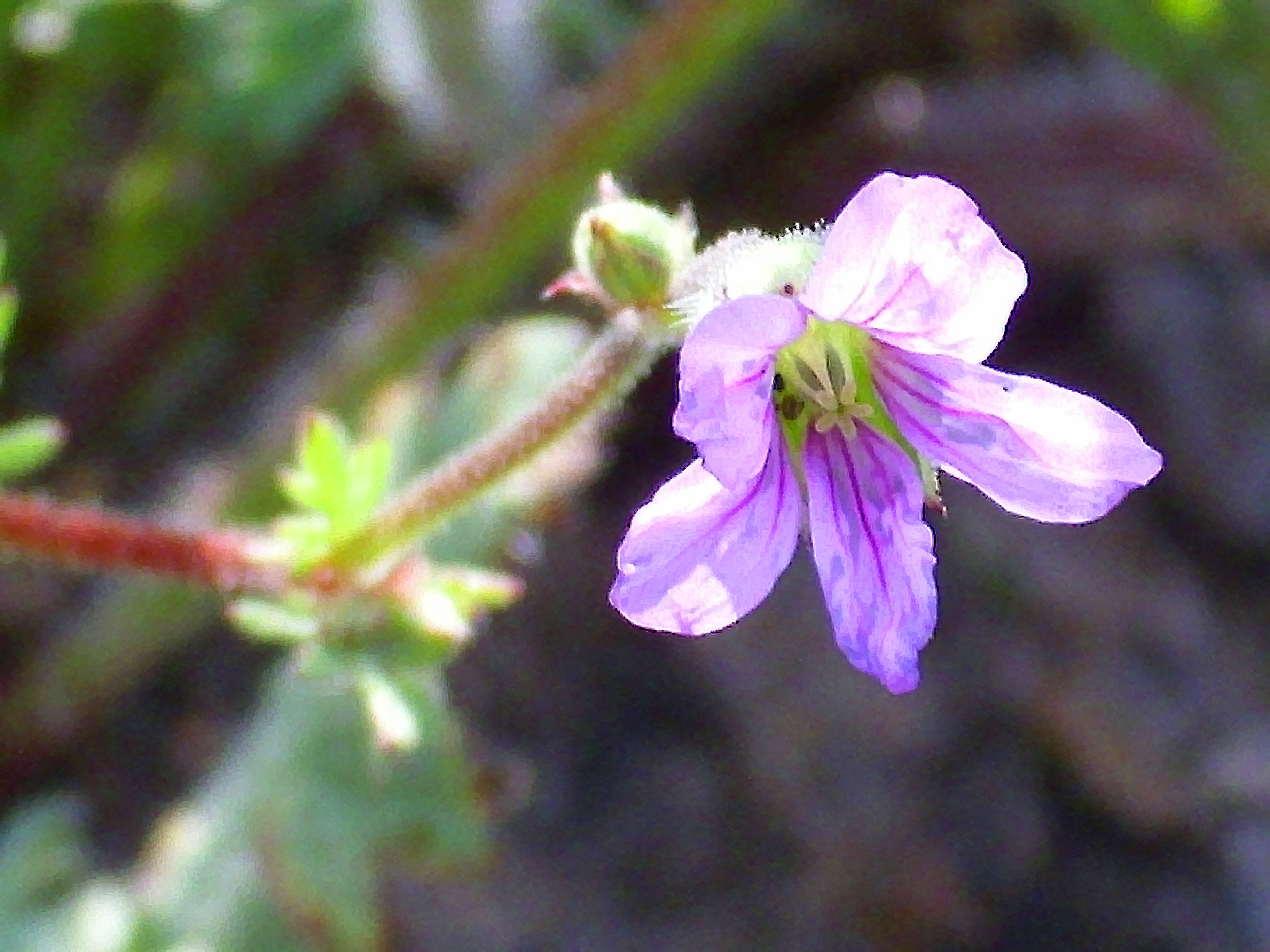
Detalle de la flor

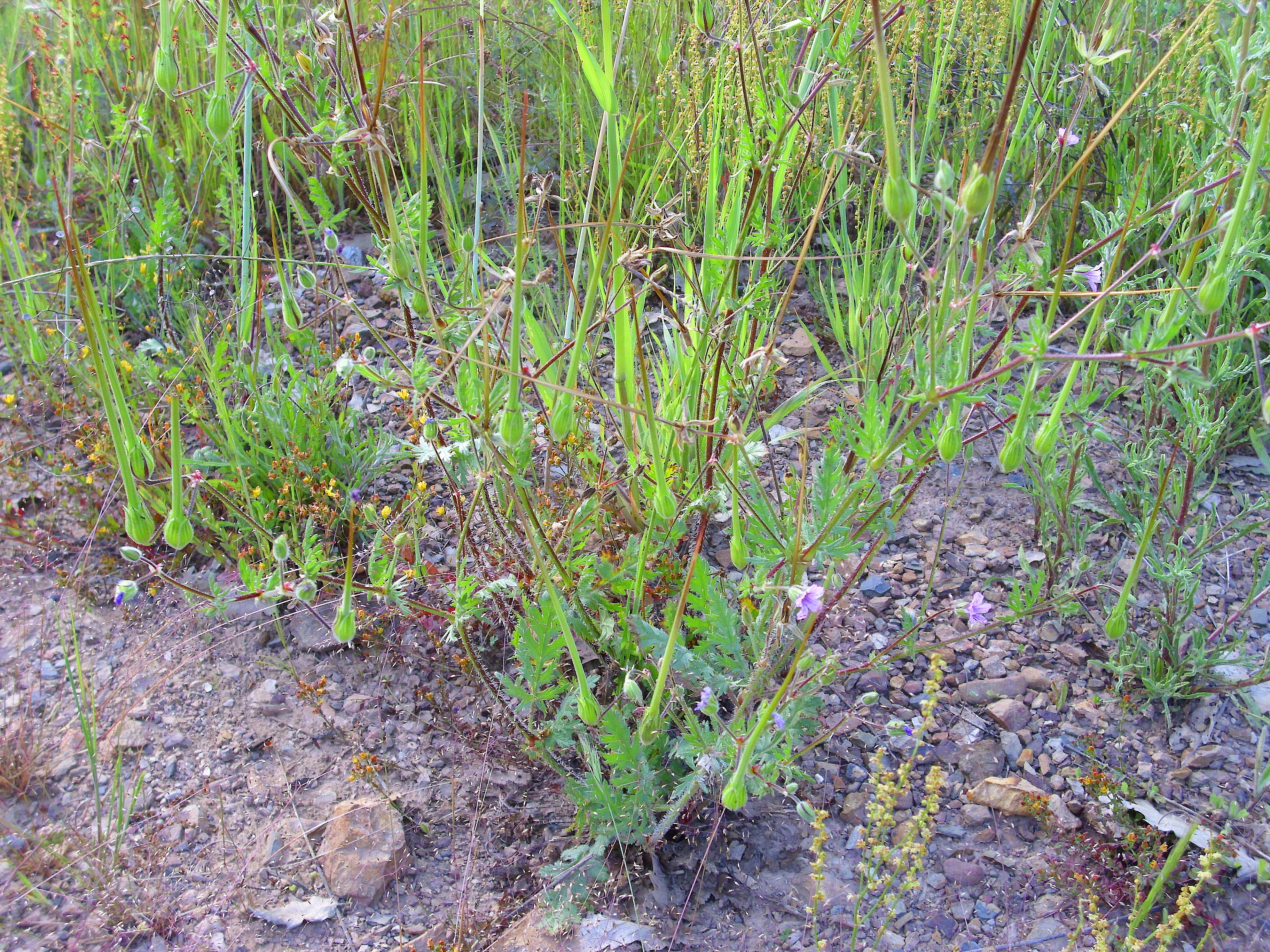
En su hábitat

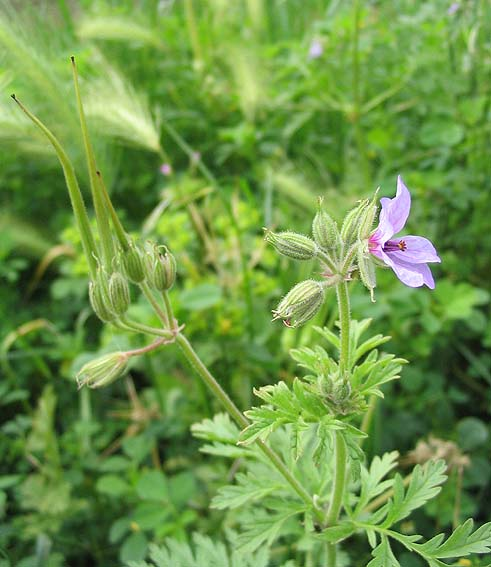
Planta con flor

## Descripción
Es la especie que tiene los alfileres más largos, foliosa en la base, áspera o hirsuta en los tallos. Flores en grupos de tres o cuatro, finales y laterales, sobre pedúnculos largos, radiales, de color púrpura y con pelos, en un verticilo con brácteas amarillentas, los pedúnculos derechos en la floración, inclinados en la fructificación. La flor de 1,5 cm de diámetro poco más o menos, hermafrodita, con cinco pétalos de color lila o violeta y tres nervios de color púrpura, de longitud similar a los sépalos, con el ápice sinuado o apuntado, caen pronto, pero suelen conservarse en el pico del fruto, cinco sépalos verde amarillentos con puntas vellosas, teñidos de púrpura en los bordes, al menos los exteriores, se conservan en el fruto, diez estambres colocados en dos círculos alrededor de los estilos, con pelillos, los cinco interiores largos y con anteras de color naranja sobre los estigmas, los cinco exteriores más cortos y estériles.
El fruto dentro de los cinco sépalos, en forma de porrita, de 10 mm de longitud. Cuando el pico madura y se abre en cinco agujitas, estas se enrollan como un tirabuzón que hace de hélice para transportarse. El pico alcanza los 10 cm de longitud. 
Hojas bipinnadas, vellosa, con lóbulos ensanchándose hacia la parte inferior de los tallos, también alargándose los pecíolos, con vello. Tallos rígidos, purpúreos, con pelos blancos y glandulosos, largos y visibles, salen radialmente de una raíz fuerte y profunda y entre numerosas hojas con peciolo largo.

## Distribución y hábitat
En todo el Mediterráneo. Falta en Portugal.
En la península ibérica en Castilla y León. Prefiere terreno removido, en viñas, adiles, bordes, junto a tapias tanto en luagares húmedos como secos. Florece en primavera y verano.

## Taxonomía
Erodium ciconium fue descrita por [(L.) L'Hér. y publicado en Hortus Kewensis; or, a catalogue . . . 2: 415. 1789.
Citología
Número de cromosomas de Erodium ciconium (Fam. Geraniaceae) y táxones infraespecíficos:  2n=18
Sinonimia
- Erodium brevicaule Bertol.
- Erodium longirostrum Formánek
- Erodium sennenii Bianor
- Erodium turcmenum (Litv.) Graub.
- Geranium ciconium L.
- Geranium viscosum Mill.[5]

## Nombres comunes
En España: abujas de cigüeña, abujón, aguja de pastor, agujas de cigüeña, agujas de pastor (3), alfelitero, alfilel, alfiler de Venus, alfiler de pastor, alfilercillo, alfileres (6), alfileres de bruja, alfileres de cuco, alfileres de tapia, alfileretas, alfilerillo de la reina, alfilerillos (2), alfileritos, alfilerón, alfileteros (2), jarafuelle, peinetas (2), perejilón, piadera (2), pic de cigüeña, pico de cigüeña, pico de cigüeña (12), pico de grulla, picos de cigüeña, pie de cigüeña, pie de perdiz, relojes (4), requexones, rostro de cigüeña (2), segadores, uñas de gato, yerba del pico. (el número entre paréntesis indica las especies que llevan el mismo nombre en España).